# Maxmilián Štván
Maxmilián Štván (14. října 1755 Němčice u Volyně – 13. prosince 1819 Český Krumlov) byl český divadelní herec, režisér, překladatel, teatrolog a gymnaziální pedagog, raná osobnost počátků českého divadla. Podílel se na provozu tzv. Vlasteneckého divadla hrající česká představení v divadle Bouda na Koňském trhu v Praze, první české stálé scény, pro kterou sepsal několik dramat.

## Život

### Mládí a studia
Narodil se v Němčicích u Volyně v rodině sládka. Po absolvování základního vzdělání studoval piaristické gymnázium v Českých Budějovicích, od roku 1774 studoval filosofii na Karlo-Ferdinandově univerzitě.

### Divadelní a literární kariéra
V 80. letech 18. století se začal setkávat s pražskými osobnostmi německy hraného a rodícího se česky hraného divadla. Do almanachu Václava Tháma Básně v řeči vázané, vydaného roku 1785, přispěl několika překlady básní antických básníků Anakreonta a Catulla. Od roku 1786 pak začal dramaturgicky spolupracovat na obsahu Vlasteneckého divadla, souboru s ambicí hrát divadlo česky pod Thámovým vedením, sídlící v dřevěné divadelní budově v dolní části Koňského trhu (pozdější Václavské náměstí). Byl autorem překladů her, jejich námětů i celých děl, často však s převzatými prvky, ty pak byly v divadle uváděny. Herecky se nezapojoval, byl pouze autorem, působil také jako nápověda. Překlad Ifflandova dramatu Vděčnost a láska k vlasti, kterým bylo divadlo 8. června 1786 otevřeno je připisován jemu, mohlo se však jednat také o práci Václava Tháma. 
Sympatizoval s myšlenkami osvícenství, pořídil překlad díla hájící reformy císaře Josefa II. Koncem 1788 byl přijat do pražského semináře, ale brzy jej opustil. Divadlo Bouda zaniklo roku 1789. Přispěl též do Krameriových c. k. Vlastenských novin, prvních moderních českých novin, oslavnou báseň ke korunovaci Marie Ludviky Španělské, manželky císaře Leopolda II., českou královnou. 
Nedlouho poté odešel do rodných jižních Čech, kde se živil mj. jako potulný muzikant. Občasným útočištěm mu býval minoritský klášter v Českém Krumlově.

### Úmrtí
Maxmilián Štván zemřel 13. prosince 1819 v českokrumlovském klášteře, kam byl již ve špatném zdravotním stavu převezen z Bavorova, ve věku 64 let. Patrně byl v Českém Krumlově také pohřben.

## Dílo
Žádné ze Štvánových děl se nepodařilo uchovat a podoba dramat je tak neznámá.

### Dramata
- Drahomíra ovdovělá kněžna česká neb Krvavé boleslavské hody (historické drama)

- Jiří z Poděbrad (historické drama)
- Oldřich a Božena (zpěvohra)
- Šťastný kašpárek (veselohra)
- Ponocný neb Česká Ančička (úprava starší hry)

### Překlady dramat
- August Wilhelm Iffland: Vděčnost a láska k vlasti (připisováno též V. Thámovi)